# Agostino Viviani
Agostino Viviani (Siena, 1911. december 10. – Milánó, 2009. február 20.) olasz ügyvéd, politikus. Elly Schlein anyai dédapja.

## Élete
A Sienai Egyetemen szerzett jogi diplomát summa cum laude kitüntetéssel, diplomamunkája a Családi örökségről szólt, amely később bekerült a polgári törvénykönyvbe.
Már egészen fiatal korától kimutatta, hogy nem szimpatizál a fasizmussal, amikor nem volt hajlandó csatlakozni a fasiszta egyetemi csoporthoz, ezért Sienában egyedüli egyetemistaként katonai előszolgálatot kellett teljesítenie. Eközben Siena környéki munkásokkal és parasztokkal kialakította azokat a szolidaritási kötelékeket, amelyek szakmai és politikai tevékenységét jellemezték. Bár soha nem volt tagja a fasiszta pártnak, 1934-ben letehette az ügyvédi vizsgát, és 1952-ig Sienában ügyvédi tevékenységet folytatott, s a felszabadulás után a Sienai Ügyvédi Tanács tagja volt.
Politikai tevékenységbe akkor kezdett, amikor 1937-ben belépett az Akciópártba. Az Államvédelmi Különleges Bíróság elfogatóparancsa miatt bujkálnia kellett a felszabadulásig.
Tagja volt Siena tartomány Nemzeti Felszabadítási Bizottságának, és 1945-ben csatlakozott a Nemzeti Tanácshoz, a köztársaság előtti utolsó parlamenthez, ahol elsősorban a Munkaügyi Bizottságban dolgozott.
Jogi tevékenysége gyakorlása során, amelyben kivételes szónoki képességével is jeleskedett, a munkások védelmében kitűnt, aktívan részt vett a 40-es évek végén, az 50-es évek elején, a felesbérlők védelmében a nagybirtokosok elleni harcban: büntetőeljárásban védte, amikor sikkasztással vádolták őket, hogy a termények 50%-a helyett 60%-ot tartottak vissza.
Lelio Bassóval és Umberto Terracinivel együtt részt vett fontos politikai jellegű perekben, többek között Abbadia San Salvatore perében, az 1948. júliusi Togliatti elleni támadást követő események miatt. A náci fasiszták által a hírhedt firenzei Villa Tristében elkövetett súlyos bűncselekmények miatt a Luccai Semmítőszék Bíróság előtti perben a polgári párt védőcsapatának tagja volt.
1952-ben Lelio Basso meghívására Milánóba költözött, ahol ügyvédi gyakorlatot folytatott, és számos politikai perben vett részt, többek között a Reggio Emilia-i események, a Tambroni-kormány idején és a Via Larga-i események miatt.
Együttműködött jogi folyóiratokkal, számos esszét publikált, amelyek főként a büntetőeljárással és annak elfajulásaival foglalkoztak.
Szabadúszó újságíróként együttműködött különböző politikai lapokkal és folyóiratokkal; előbb tanácsosa, majd elnöke volt a Società Umanitaria nevű tekintélyes milánói kulturális testületnek; a Vallardi politikai önképző csoport tanácsadója; városi tanácsos, Mortara polgármestere volt az 1960-as években, a posztról lemondott a Olasz Szocialista Párttal való nézeteltérései miatt, amelyhez az Akciópárt feloszlása után csatlakozott.
1972-ben a PSI listáján a köztársaság szenátorává választották. Az igazságügyi miniszter kijelölése alapján részt vett a büntetőeljárási törvénykönyv reformjával foglalkozó tanácsadó bizottságban, az Igazságügyi Bizottság elnökeként is. Elnöksége alatt a bizottság olyan fontos törvényjavaslatokat dolgozott ki, és hagyott jóvá, mint a családjog reformja (1975. május 19., 151. sz. törvény); az ügy kétségtelen nehézségeit egy szintén Viviani szenátor által vezetett albizottság felállításával is sikerült legyőzni. 1975. február 5-én beszédet tartott a szenátusban a reformról, felidézve annak elsődleges céljait: „a házastársak tökéletes egyenjogúságának elismerése; annak a funkciónak és pozíciónak elismerése, amelyet a nők a társadalomban és a családban megszerezhettek; a gyermekek érdekei elsőbbségének elismerése, függetlenül attól, hogy házasságban vagy házasságon kívül születtek.”
Egy másik fontos törvény volt a büntetés-végrehajtási rendszer reformja (1975. július 26-i törvény), amely új törvényi szabályozást vezetett be az olasz rendszerbe. Részt vett a kábítószerek és pszichotróp anyagok szabályozásáról szóló törvény (1975. december 22., 685. sz. törvény) kidolgozásában is.
A következő törvényhozásban a Szenátus Igazságügyi Bizottságának egyhangúlag újraválasztott elnökeként követte olyan fontos törvények megalkotását és jóváhagyását, mint például: „Az anyaság szociális védelmére és a terhesség önkéntes megszakítására vonatkozó szabályok” (1978. május 22-i 194-es törvény); „A városi ingatlanok bérbeadásának fegyelme” (1978. július 27., 392. sz. törvény), mindkettőt az első olvasatban a Szenátushoz utalták, és az Igazságügyi Bizottság foglalkozott vele.
Ő volt a bíróság polgári jogi felelősségéről szóló törvényjavaslat előterjesztője és egyedüli aláírója, hogy véget vessenek a bírói funkció ellenőrizetlen és gyakran jogellenes használatának; a javaslatnak nem volt jogalkotási előzménye. Kiterjedt vitákra, és támadásokra adott okot, különösen a Bírók Szövetsége részéről, ami arra késztette a PSI-t, hogy ne jelölje újra őt az 1979-es választásokon.
Újrakezdte azt a szakmai tevékenységet, amellyel parlamenti mandátuma alatt teljesen felhagyott, majd 1981-ben annak politikai irányvonalával való nézeteltérések miatt lemondott a PSI-tagságáról, miközben továbbra is foglalkozott politikai és társadalmi problémákkal, különös tekintettel az egyén jogaira, különösen a védelemhez és a tisztességes eljáráshoz való jogára.
Ezzel kapcsolatban felidézhetjük Antonio Giulio Loprete Ingiustizia e illegalità di Stato in Italia című interjúkönyvét, amelyben a büntetőperrel kapcsolatos problémákkal foglalkozik, különös tekintettel a szabad ítélkezés elvének alkalmazására és az azzal való visszaélésre. Agostino Viviani már akkor felvetette a „bűnbánóknak” adott túlzott hitel és az ártatlan emberekre esetlegesen fellépő negatív következmények problémáját is (ezek voltak a Tortora-ügy évei).
1988-ban publikálta A büntetőper elfajulása Olaszországban című könyvét (SugarCo editore), amely büntetőjogászi tapasztalatairól szól; a „hétköznapi igazságtalanság” eseteinek sorozatát gyűjti össze és kommentálja.
1989-ben megjelentette Az új büntetőeljárási törvénykönyv: elárult reform (Spirali Vel kiadás) című kötetét, amellyel bebizonyította, hogy a reform bizonyos érvényes elvek megerősítése ellenére sem tudta felszámolni az inkvizíciós rendszert, amely a vádnak kedvezett.
1991-ben Giuffrè-kiadások számára publikálta a La chiamata di correo nella giurisprudenza című művét azzal a szándékkal, hogy az új kódex hatálybalépéséig kövesse a call of correo fogalmának alakulását (vagy involúcióját?), majd összehasonlítsa azt a új szabályozással, és levonja a konzekvenciákat a socius criminis terminusztechnikusz értékelése során szükséges óvatosságból.
Többször tagja volt a Milánói Ügyvédi Kamara Tanácsának; a milánói bűnügyi kamara elnöke volt. 1987-ben megkapta az Ambrogino d'oro kitüntetést. 1994-től 1998-ig az Igazságszolgáltatás Felsőbb Tanácsának tagja volt, a Forza Italia (XII. törvényhozás, első Berlusconi-kormány) külső tagjaként,  határozottan támogatta az igazságszolgáltatás szétválasztásának szükségességét. az ügyészségi bírók (ügyészek) funkciói és karrierje a bírákétól [„A bírák társaságának igen jelentős ereje ellenére úgy gondolom, hogy meg fog valósulni a szétválás; talán egy átmenet, a »funkciók szétválasztása« révén valósul meg. de mindenki a bírói rendben marad; vagy még mélyebb elkülönülés; ez egy nagyon egyszerű okból következik be: mert azok a visszaélések, amelyeket néhány, magukat most érinthetetlennek tartó miniszter követ el, olyanok, hogy nem elképzelhető, hogy ez a bíró, majd bíró lesz” – lásd interjú a Radio Radicaléban, 1996. szeptember 19., csütörtök], nyíltan és határozottan elítélve az igazságszolgáltatáson belüli tendenciákat (korporatizmus, visszaélések, kiváltságok és politizálás), és kitűnik szellemi függetlenségével és álláspontjainak egyértelműségével, annak ellenére is, hogy a bírói kar tagjai – véleménye szerint – jogosulatlanul használják fel pozíciójukat és funkciójukat.
Világi szempontból támogatta az erős innovációt és a teljes egyenlőséget a családi élet különböző kérdéseiben (a hagyományos hierarchikus rendhez képest): a házastársak jogai, a gyermekek házasságon belüli és kívüli jogai, anyaság és abortusz, kábítószerek és pszichotróp anyagok, a vádemelés egyenlősége. és védekezés megfelelő eljárásban.

## Családi kapcsolatai
Arturo bátyja, a kereszténydemokrata párt tagja, többször parlamenti képviselő volt. Elly Schlein anyai dédapja, aki 2014 és 2019 között EP-képviselő, 2020 és 2022 között Emilia-Romagna alelnöke, 2023. március 12-től pedig a Demokrata Párt főtitkára.

## Művei
Viviani számos esszét írt folyóiratok és gyűjtemények számára, valamint a következő könyveket:
- A büntetőper elfajulása Olaszországban (1988 – SugarCo Editore)
- Az új büntetőeljárási törvénykönyv: a reform elárulása (1989 - Edizioni Spirali Vel)
- A correo felhívása a jogtudományban (1991, Edizioni Giuffrè)

## Fordítás
- Ez a szócikk részben vagy egészben  az   Agostino Viviani című olasz Wikipédia-szócikk ezen változatának fordításán alapul.  Az eredeti cikk szerkesztőit annak laptörténete sorolja fel. Ez a jelzés csupán a megfogalmazás eredetét és a szerzői jogokat jelzi, nem szolgál a cikkben szereplő információk forrásmegjelöléseként.